# Trận Lechfeld
Trận chiến Lechfeld là một loạt các cuộc giao tranh quân sự trong suốt ba ngày kể từ ngày 10 tháng 12 năm 955, trong đó, quân Đức của vua Otto I Đại đế đã tiêu diệt một đội quân Hungary do harka Bulcsú và thủ lĩnh Lél và Súr lãnh đạo. Với chiến thắng này của Đức, các cuộc xâm lăng của người Magyar vào châu Âu Latinh đã kết thúc.
Người Hungary xâm chiếm Công quốc Bayern vào cuối tháng 6 hoặc đầu tháng 7 năm 955 với 8.000 - 10.000 mã cung thủ, bộ binh và thiết bị công thành, dự định lôi kéo quân đội chủ lực của Đức dưới thời Otto vào trận chiến trên một chiến trường mở và tiêu diệt họ. Người Hungary đã bao vây Augsburg trên sông Lech. Otto tiến lên giải phóng thành phố với một đội quân gồm 8.000 trọng kỵ binh, được chia thành tám quân đoàn.
Khi Otto đến Augsburg vào ngày 10 tháng 8, một cuộc tấn công bất ngờ của người Hungary đã tiêu diệt đạo quân hậu tập người Bohemia của Otto. Quân Hungary dừng lại để cướp bóc doanh trại Đức và Công tước Conrad Đỏ xứ Lorraine dẫn đầu một cuộc phản công với trọng kỵ binh đã đánh tan quân Hung. Otto sau đó đã đưa quân đội của mình tham chiến chống lại quân chủ lực của Hungary đã chặn đường đến Augsburg. Trọng kỵ binh của Đức đã đánh bại những người Hung được trang bị vũ khí hạng nhẹ và bọc thép trong trận chiến giáp lá cà, nhưng sau đó, quân Hung đã rút lui có trật tự. Otto không truy đuổi và trở về Augsburg trong đêm và phái các sứ giả ra lệnh cho tất cả các lực lượng địa phương của Đức tổ chức các cuộc vượt sông ở Đông Bayern và ngăn người Hungary trở về quê nhà. Vào ngày 11 và 12 tháng 8, thất bại của Hungary đã trở thành thảm họa khi mưa lớn và lũ lụt làm chậm việc rút lui của những người Hungary, tạo điều kiện để quân đội Đức săn lùng và tiêu diệt tất cả. Các thủ lĩnh người Hungary bị bắt, bị áp giải đến Augsburg và bị treo cổ.
Chiến thắng của Đức đã cứu Vương quốc Đức và tạm dừng các cuộc xâm lược của những người du mục vào Tây Âu. Otto lên ngôi hoàng đế và quốc phụ sau khi chiến thắng này và ông tiếp tục lên ngôi Hoàng đế La Mã thần thánh vào năm 962, chủ yếu dựa trên vị thế được củng cố của ông sau trận Lechfeld.

## Bối cảnh

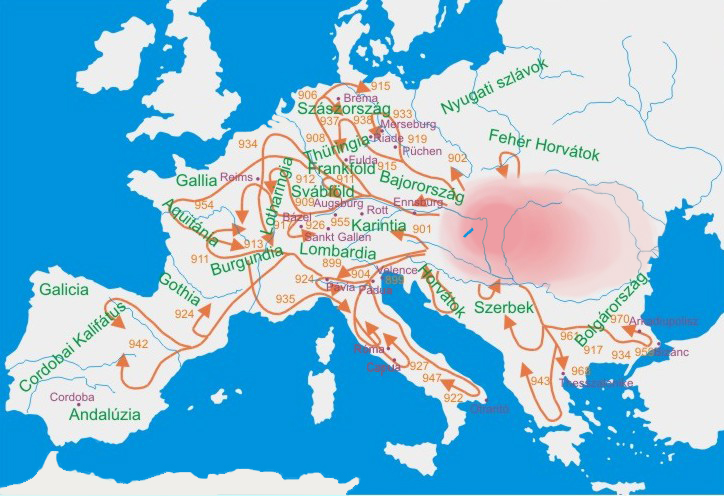
Các cuộc cướp bóc của Hungary trên khắp châu Âu vào thế kỷ thứ 10.

Sau khi dập tắt một cuộc nổi loạn của con trai ông, Liudolf, Công tước Schwaben và con rể, Conrad, Công tước Lorraine, Otto I Đại đế, Vua Đông Francia lên đường tới Sachsen, công quốc của ông. Đầu tháng 7, ông đã gặp các sứ giả người Hungary, họ tuyên bố sẽ đến trong hòa bình nhưng người Đức nghi ngờ họ đang đánh giá kết quả của cuộc nổi loạn. Sau vài ngày, Otto cho họ đi cùng với một vài món quà nhỏ.
Chẳng mấy chốc, những người đưa thư từ anh trai của Otto, Heinrich I, Công tước Bayern đã đến để thông báo cho Otto lúc đó đang ở Magdeburg về một cuộc xâm lược của người Hungary. Những người đưa thư nói thêm rằng người Hungary đang muốn chiến đấu với Otto. Người Hungary đã xâm phạm một lần trước đó trong quá trình nổi loạn. Điều này xảy ra ngay lập tức sau khi ông thực hiện một cuộc nổi dậy ở Franken. Vì tình hình bất ổn giữa những người Slav Polabia ở vùng hạ Elbe, Otto đã phải để lại hầu hết những người Sachsen của mình ở nhà. Ngoài ra, Sachsen cách xa Augsburg và phải mất nhiều thời gian để đến nơi. Trận chiến diễn ra sáu tuần sau báo cáo đầu tiên về một cuộc xâm lược, và nhà sử học Hans Delbrück khẳng định rằng họ không thể hành quân kịp thời.

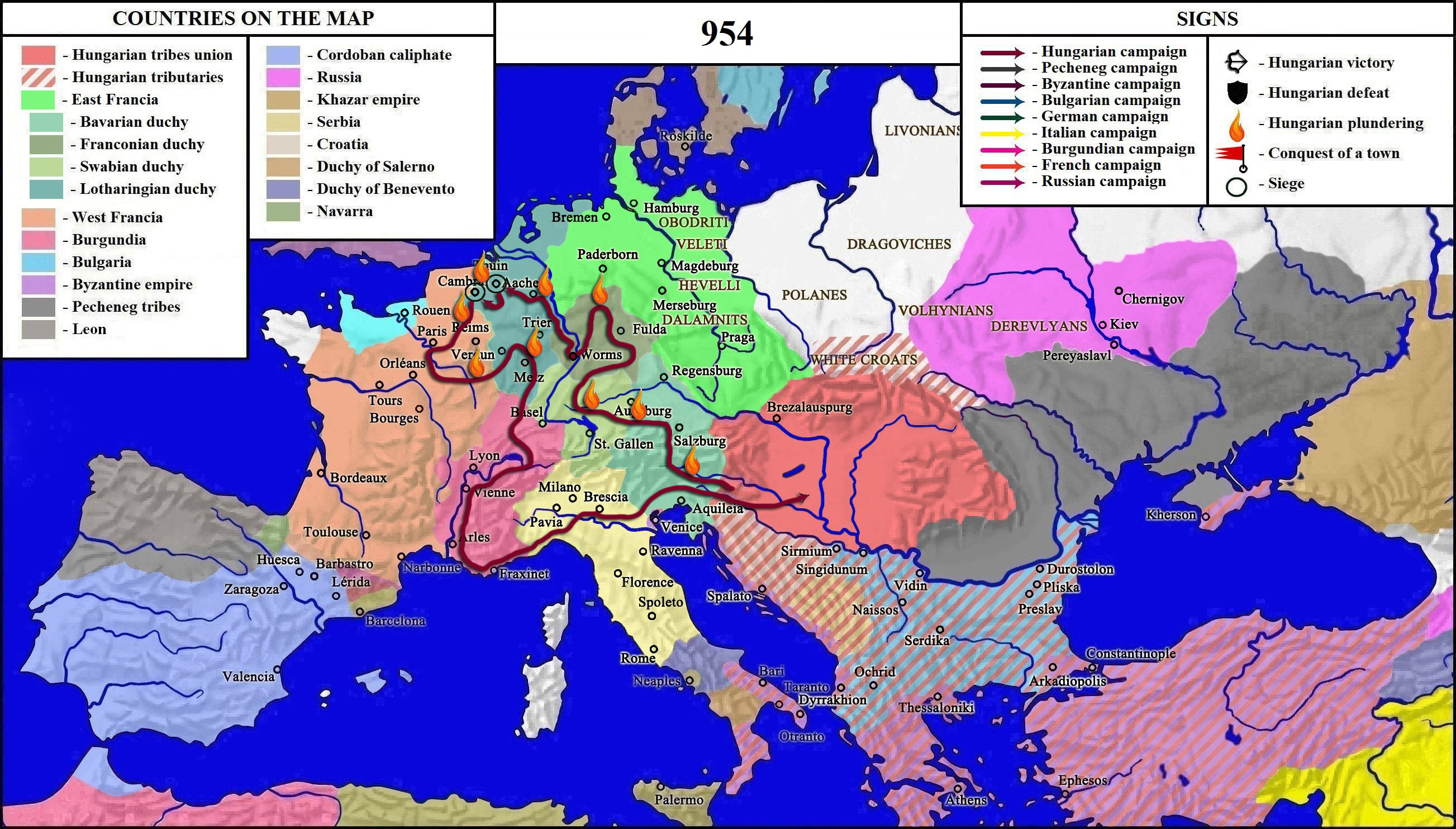
Các chiến dịch của người Hungary ở châu Âu năm 954

Nhà vua ra lệnh cho quân đội của mình tập trung trên sông Danube, trong vùng lân cận Neuburg và Ingolstadt. Ông đã làm điều này để hành quân trên tuyến liên lạc của người Hungary và bắt chúng ở phía sau trong khi chúng đang đột kích ở phía đông bắc của Augsburg. Nó cũng là một điểm tập trung trung tâm cho tất cả số quân đang sắp xếp. Do đó, về mặt chiến lược, đây là vị trí tốt nhất để Otto tập trung lực lượng trước khi tấn công người Hung một cách bất ngờ lần cuối cùng.
Có những đội quân khác có ảnh hưởng đến tiến trình của trận chiến. Vào những lần trước, vào năm 932 và 954, chẳng hạn, đã có những cuộc xâm lược của Hungary đã xâm chiếm vùng đất Đức ở phía nam sông Danube và sau đó rút lui về quê nhà của họ qua Lotharedia, đến Vương quốc Tây Francia và cuối cùng qua Ý. Điều đó có nghĩa là, một vòng chữ U rộng ban đầu bắt đầu từ phía tây, sau đó tiến về phía nam và cuối cùng về phía đông trở về quê hương của họ; và do đó thoát khỏi sự báo thù trong lãnh thổ Đức. Nhà vua đã nhận thức được cách rút lui này của những người Hung trong những dịp nói trên và đã quyết tâm gài bẫy họ. Do đó, ông đã ra lệnh cho em trai mình, Đức Tổng Giám mục Bruno, giữ quân Lotharedia ở Lotharedia. Với một đội quân mạnh gồm các kỵ sĩ ép họ từ phía tây và một lực lượng kỵ sĩ mạnh tương đương đuổi theo họ từ phía đông, người Hungary sẽ không thể trốn thoát.
Nằm ở phía nam Augsburg, Lechfeld là vùng đồng bằng ngập lụt nằm dọc theo sông Lech. Trận chiến này là Trận Augsburg lần thứ hai trong lịch sử Hungary. Trận Lechfeld lần đầu tiên xảy ra trên cùng khu vực bốn mươi lăm năm trước.

## Mở đầu

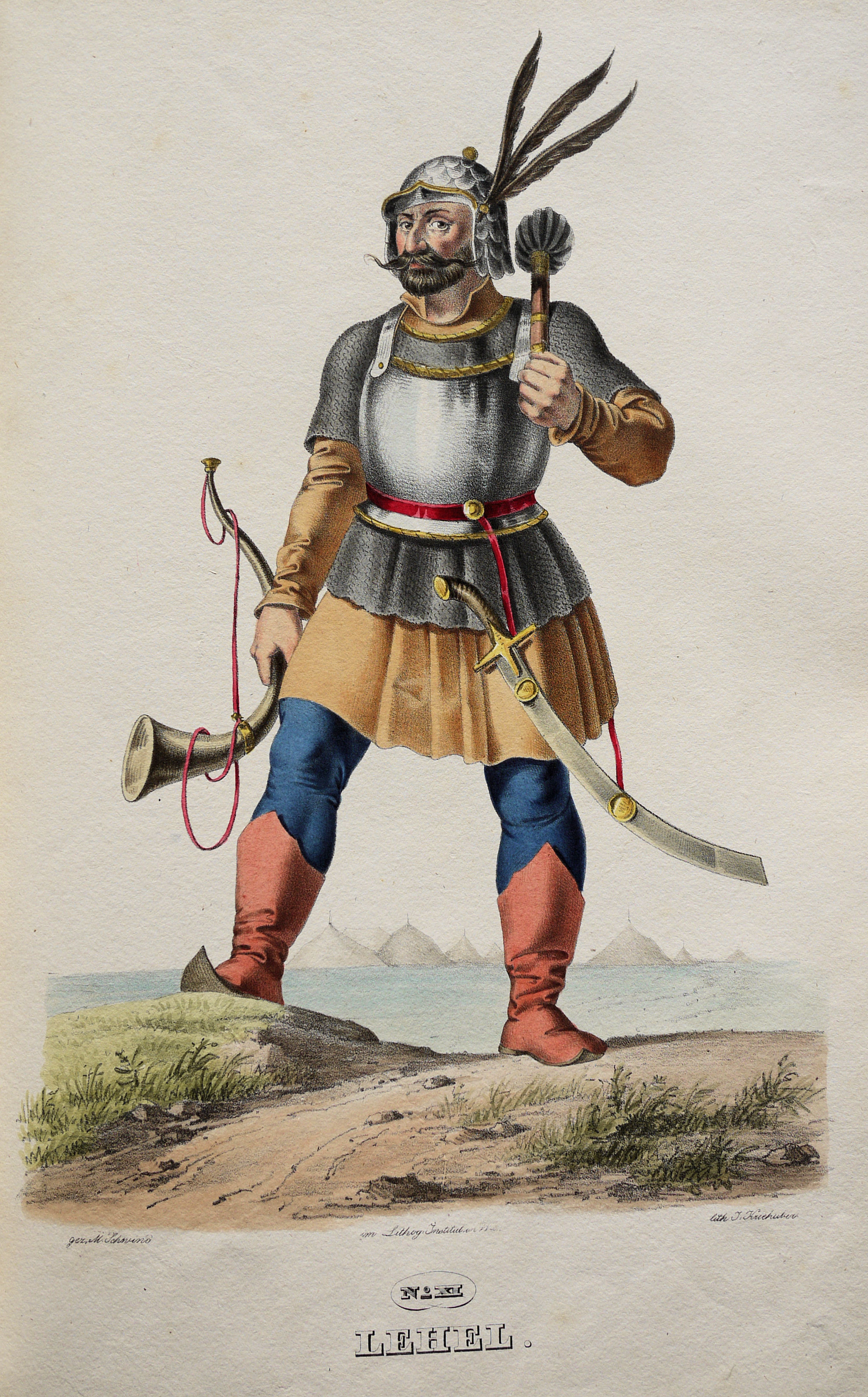
Chỉ huy Hungary Lél. Bản in đá của Josef Kriehuber, 1828.

Gerhard viết rằng các lực lượng Hungary đã tiến qua sông Lech đến sông Iller và tàn phá các vùng đất nằm giữa hai con sông. Sau đó, họ rút khỏi Iller và đến bao vây Augsburg, một thành phố biên giới của Schwaben. Augsburg đã bị tổn hại nặng nề trong cuộc nổi dậy chống lại Otto năm 954. Thành phố được bảo vệ bởi Đức cha Ulrich. Ông ra lệnh cho đội ngũ binh sĩ của mình không chiến đấu với người Hung ở ngoài thành và củng cố cổng chính phía nam của pháo đài. Ông thúc đẩy tinh thần họ bằng Thánh vịnh thứ 23 ("Yea, mặc dù tôi đi qua thung lũng của cái chết"). Trong khi Augsburg cố gắng phòng thủ, Quốc vương đã huy động một đội quân hành quân về phía nam. Một hành động lớn đã diễn ra vào ngày 8 tháng 8 tại cửa ngõ phía đông, người Hungary đã cố gắng công thành với số lượng lớn. Ulrich dẫn các binh sĩ tinh nhuệ của mình xông ra chiến trường để giao chiến giáp lá cà với kẻ thù. Ulrich không được trang bị vũ khí, chỉ mặc một chiếc áo choàng và cưỡi trên một con ngựa chiến. Những người lính giết chết chỉ huy người Hungary, buộc người Hungary phải rút về trại của họ.
Vào ngày 9 tháng 8, người Hungary đã tấn công bằng thiết bị công thành và bộ binh, những người bị đẩy về phía trước bởi đòn roi của các nhà lãnh đạo Hungary. Trong trận chiến, Berchtold xứ Risinesburg đã đến để đưa ra lời khuyên về cách tiếp cận của quân đội Đức. Vào cuối ngày, cuộc bao vây bị đình chỉ và các nhà lãnh đạo Hungary đã tổ chức một hội đồng chiến tranh. Người Hungary quyết định tiêu diệt quân đội của Otto, tin rằng cả nước Đức sẽ rơi vào tay họ. Khi người Hungary rời đi, Bá tước Dietpald đã lợi dụng cơ hội để dẫn lính đến trại của Otto trong đêm.

## Tương quan lực lượng
Theo Widukind, Otto có tám quân đoàn gồm ba quân đoàn từ Bayern, hai quân đoàn từ Schwaben, một quân đoàn từ Franken dưới trướng Công tước Conrad và một quân đoàn được đào tạo bài bản từ Bohemia, dưới quyền của một hoàng tử vô danh, con trai của Boleslav I Quân đoàn thứ tám do Otto chỉ huy, lớn hơn một chút so với các quân đoàn khác như quân đoàn Sachsen, quân đoàn Thüringen và quân hộ vệ của nhà vua, quân đoàn regio. Đội quân của nhà vua bao gồm các binh sĩ được đích thân nhà vua tuyển chọn. Một quân đoàn thời hậu La Mã có 1.000 người, nên quân đội của Otto có thể đã lên tới 7.000-9.000 quân. Augusburg cũng được bảo vệ bởi các binh sĩ hết sức tinh nhuệ.
Đồng cỏ của đồng bằng Hungary có thể duy trì số lượng lên tới 15.000 mã cung thủ, nhưng nhiều khả năng người Hungary chỉ có 8.000.000 10.000 người. Quân đội Hungary cũng bao gồm một số bộ binh được trang bị kém và thiếu tinh thần cũng như các thiết bị công thành.

## Diễn biến trận chiến

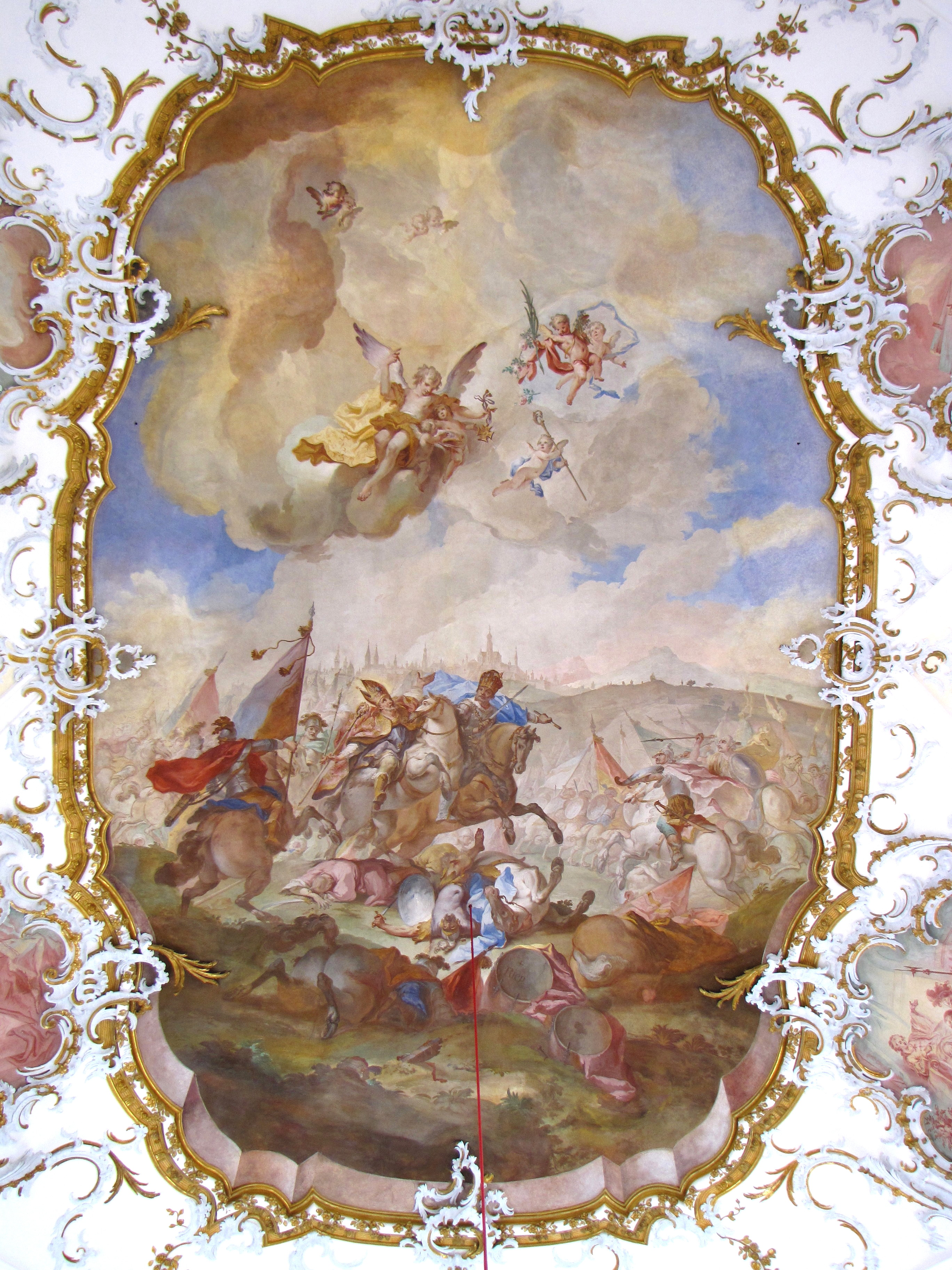
Trận chiến Lechfeld, một bức bích họa năm 1744 của Balthasar Riepp

Vào ngày 9 tháng 8, các trinh sát Đức báo cáo rằng quân đội Hungary đang ở gần đó. Otto đã triển khai quân đội của mình cho trận chiến vào ngày hôm sau. Thứ tự hành quân của quân đội Đức như sau: ba đội quân Bayern, đội quân người Frank dưới trướng Công tước Konrad, đơn vị hoàng gia (trung tâm), hai đội quân Schwaben và đội quân Bohemia bảo vệ đoàn tiếp tế ở phía sau. Quân Bayern được đặt ở đầu đội hình, theo Delbrück, bởi vì họ đang diễu hành qua lãnh thổ của Bayern và do đó họ nắm rõ lãnh thổ nhất. Tất cả đạo quân đều được trang bị ngựa. Quân đội Đức đã diễu hành qua vùng rừng giúp họ tránh khỏi cơn bão mũi tên của người Hungary nhưng cũng khiến việc nhận biết sự điều chuyển quân của người Hungary trở nên khó khăn hơn.

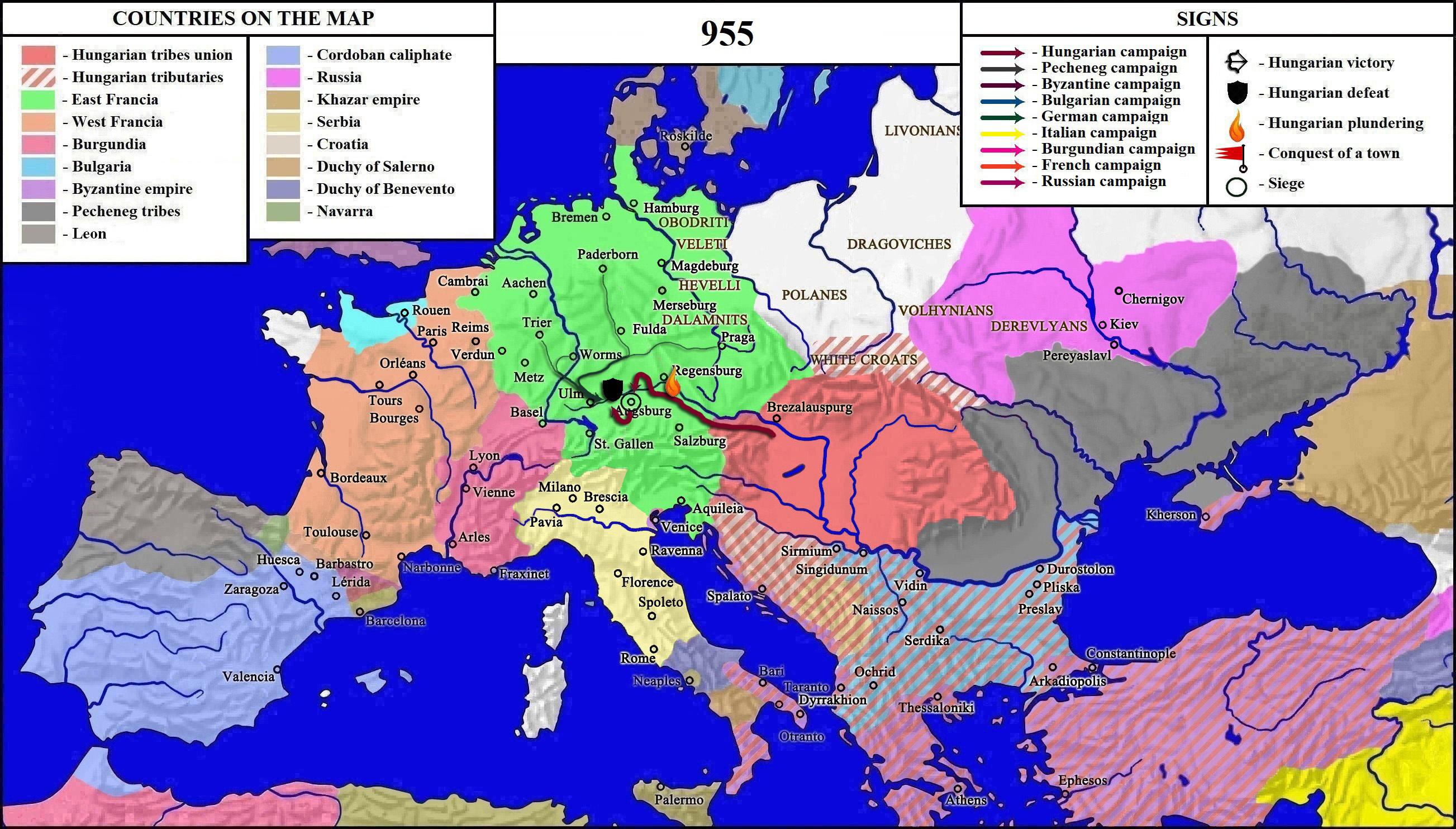
Chiến dịch Hungary ở vương quốc Đức từ năm 955

Theo biên niên sử Widukind xứ Corvey, Otto "cắm trại trong lãnh thổ thành phố Augsburg và gia nhập lực lượng của Heinrich I, Công tước Bayern, người đang mắc bệnh hiểm nghèo gần đó, và bởi Công tước Conrad với một lượng lớn của các kị sĩ Franken. Sự xuất hiện bất ngờ của Conrad đã nâng cao sĩ khí của các chiến binh đến mức họ muốn tấn công kẻ thù ngay lập tức."
Sự xuất hiện của Conrad, Công tước Lotharingia (Lorraine) và con rể của Otto, đặc biệt gây háo hức vì gần đây ông đã mất nhiều đấtddaijj vào tay người Magyar, nhưng giờ đã quay trở lại để chiến đấu dưới trướng Otto; Trong trận chiến sau đó, ông ta đã mất mạng. Một quân đoàn Schwaben được chỉ huy bởi Burchard III, Công tước Schwaben, người đã kết hôn với cháu gái của Otto, Hedwig. Cũng nằm trong số những người chiến đấu dưới trướng Otto là Boleslav xứ Bohemia. Chính Otto đã dẫn đầu đoàn quân Legio, mạnh hơn bất kỳ đội quân nào khác về cả số lượng và chất lượng.

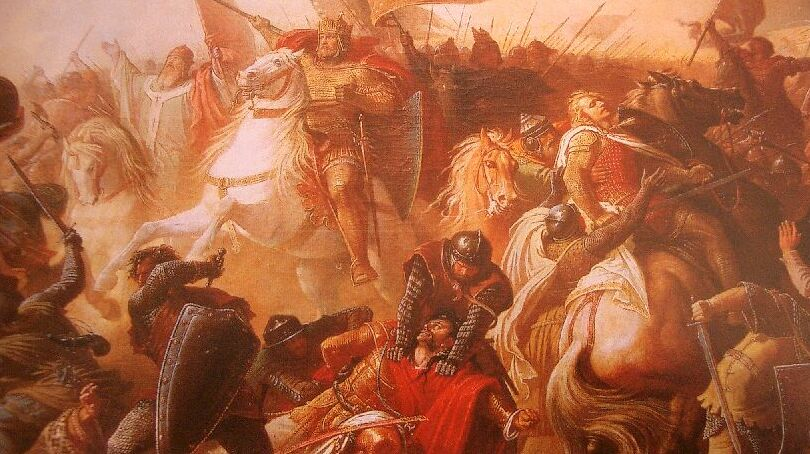
Trận chiến Lechfeld 955 của người Hungary, một bức tranh năm 1860 của Michael Echter

Quân chủ lực Hungary đã chặn đường của Otto đến Augsburg. Một đội ngũ mã cung thủ Hungary đã băng qua sông phía tây Augsburg và ngay lập tức tấn công quân đoàn Bohemia từ bên sườn. Quân Bohemia đã được định tuyến và hai quân đoàn Schwaben bị thiệt hại nặng. Người Hungary dừng lại để cướp bóc đoàn xe chở hành lý của người Đức và Công tước Conrad Đỏ đã lợi dụng cơ hội để tấn công những người Hungary dễ bị tổn thương và phá vỡ chúng. Conrad quay lại gặp Otto với các cờ xí Hungary thu được. Chiến thắng của Conrad đã ngăn chặn viễn cảnh quân đội Đức bị bao vây.
Otto trấn tĩnh người của mình bằng một bài phát biểu, trong đó ông tuyên bố người Đức có vũ khí tốt hơn người Hungary. Otto sau đó đã dẫn dắt quân đội Đức vào trận chiến với quân chủ lực Hungary và đánh bại họ. Người Hungary bị cắt thành từng mảnh qua nhiều cuộc chạm trán nhỏ. Nhìn thấy ngày đang chống lại họ, người Hung rút lui theo đội hình có trật tự qua sông Lech về phía đông. Quân đội Otto truy đuổi, giết chết bất kể người Hungary nào bị bắt. Người Đức đã chiếm trại Hungary, giải phóng tù nhân và đòi lại chiến lợi phẩm.
Nhà vua đã qua đêm sau trận chiến ở Augsburg. Vào ngày 11 tháng 8, ông đặc biệt ban hành lệnh phải tổ chức tất cả các chuyến vượt sông. Điều này đã được thực hiện để bắt và giết càng nhiều người Hung càng tốt, nhất là các nhà lãnh đạo của họ. Chiến lược này đã thành công, khi Công tước Heinrich xứ Bayern bắt một số thủ lĩnh của họ và giết họ. Một số người Hungary đã cố gắng chạy trốn qua một con sông vô danh nhưng bị dòng nước cuốn trôi. Việc tiêu diệt quân Hungary tiếp tục diễn ra vào ngày 12 tháng 8, với lượng mưa lớn và lũ lụt cho phép quân đội Đức hoạt động từ các công sự gần đó để tiêu diệt tất cả hoặc gần như tất cả những người lính Hungary đang chạy trốn.
Nhiều người Magyar bị bắt hoặc bị xử tử hoặc gửi lại cho vương công của họ, Taksony những người bị mất tai và mũi. Các nhà lãnh đạo Hungary Lél, Bulcsú và Súr, những người không thuộc nhà Árpád đã bị xử tử sau trận chiến. Công tước Conrad cũng bị giết, sau khi ông ta nới lỏng áo giáp trong cái nóng mùa hè và một mũi tên đâm vào cổ họng.

## Kết quả

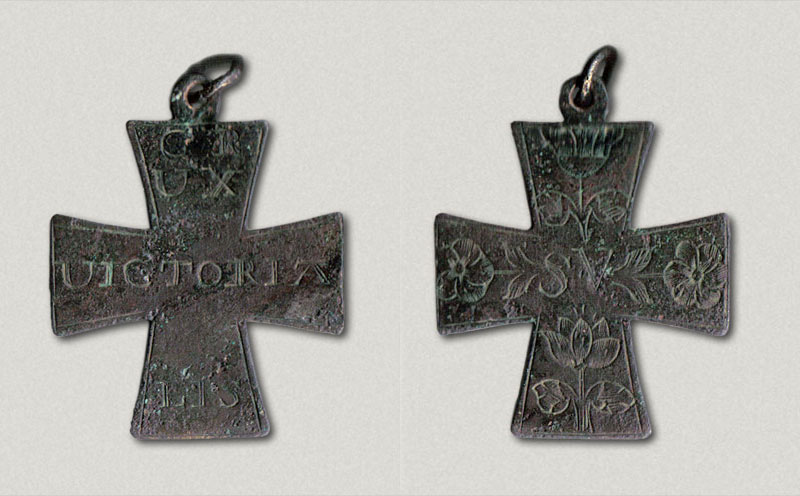
Chữ thập thánh Ulrich (Crux Victorialis Sancti Udalrici) k. 1600.

Sau khi tiêu diệt quân Hungary, quân đội Đức tuyên bố Otto của quốc phụ và là hoàng đế. Năm 962, Otto đã đến Roma và tự mình lên ngôi Hoàng đế La Mã thần thánh và được trao vương miện bởi Giáo hoàng John XII.
Các tướng lĩnh Hungary như Bulcsú, Lehel và Súr đã được đưa đến Regensburg và bị treo cổ cùng với nhiều người Hungary khác.
Sự tiêu diệt của Đức đối với quân đội Hungary chấm dứt hoàn toàn các cuộc tấn công của những người du mục Magyar vào châu Âu Latinh. Nhà sử học người Hungary Gyula Kristó gọi đó là "thất bại thảm hại". Sau thất bại, người Hung đã đi đến cuối kỷ nguyên gần 100 năm mà họ được coi là đội quân thống trị ở châu Âu.
Sau năm 955, người Hungary hoàn toàn chấm dứt tất cả các chiến dịch về phía tây. Ngoài ra, Otto không phát động thêm bất kỳ chiến dịch quân sự nào chống lại người Hungary. Nhà lãnh đạo Hungary Fajsz bị truất ngôi sau thất bại, và được Taksony kế nhiệm làm Đại vương công Hungary.

### Phân tích
Trận chiến được coi là một chiến thắng mang tính biểu tượng cho kỵ binh hiệp sĩ, kiểu binh chủng sẽ định hình chiến tranh châu Âu Trung kỳ Trung Cổ thay thế cho khinh kỵ binh du mục vốn là đặc trưng trên chiến trường trong thời Sơ kỳ Trung Cổ ở Trung và Đông Âu.
Paul K. Davis viết, "Thất bại của người Magyar đã chấm dứt hơn 90 năm cướp bóc Tây Âu của họ và thuyết phục những người sống sót định cư, tạo cơ sở cho nhà nước Hungary."

### Trích dẫn
1. ↑  Baron Edward Francis Twining Twining, A history of the crown jewels of Europe, B. T. Batsford, 1960, p. 387
2. 1 2 3 4 5 6 7 8 9  Bowlus 2016, tr. 9.
3. 1 2 3 4 5 6 7 8 9 10  Bowlus 2016, tr. 10.
4. 1 2 3 4 5 6 7 8 9 10 11 12 13 14 15  Bowlus 2016, tr. 11.
5. 1 2 3  Delbrück 1982, tr. 115.
6. ↑  Delbrück 1982, tr. 116.
7. 1 2 3  Delbrück 1982, tr. 118.
8. 1 2 3  Delbrück 1982, tr. 122.
9. ↑  György Szabados, A magyar történelem kezdeteiről: az előidő-szemlélet hangsúlyváltásai a XV-XVIII. században, Balassi K., 2006, p. 134
10. ↑  Bowlus 2016, tr. 166.
11. ↑  Bowlus 2016, tr. 9–10.
12. ↑  Delbrück 1982, tr. 678.
13. 1 2  Bowlus 2016, tr. 120.
14. 1 2  Bowlus 2016, tr. 11–12.
15. ↑  Beeler, p 229. The author gives no figures for the Magyars.
16. ↑  Bowlus 2016, tr. 27.
17. ↑  Bowlus 2016, tr. 78.
18. 1 2  Bowlus 2016, tr. 172.
19. 1 2 3 4  Bowlus 2016, tr. 170.
20. ↑  http://college.hmco.com/history/west/mosaic/chapter5/source259.html Lưu trữ ngày 10 tháng 12 năm 2004 tại Wayback Machine (paid account required)
21. ↑  Sepp, Johann Nepomuk (1903). Ludwig Augustus, König von Baÿern: und das Zeitalter der Wiedergeburt der Künste (bằng tiếng Đức). Manz. tr. 561.
22. ↑  Schöneck, Annette (ngày 18 tháng 12 năm 2018). Literarische Geschichtsbilder: Anschauliches Erzählen im historischen Roman 1855-1887 (bằng tiếng Đức). Ergon Verlag. tr. 175, 377, 382. ISBN 9783956504587.
23. ↑  Bowlus 2016, tr. 12–13.
24. 1 2 3 4  Bowlus 2016, tr. 12.
25. 1 2 3 4 5 6  Bowlus 2016, tr. 13.
26. ↑  Delbrück 1982, tr. 123.
27. ↑  Pal Engel and Andrew Ayton, The Realm of St Stephen: History of Medieval Hungary, 895–1526, (I.B. Tauris, 2001), 14–15.
28. ↑  Bowlus 2016, tr. 181.
29. ↑  Bowlus 2016, tr. 1.
30. ↑  Bowlus 2016, tr. 5.
31. ↑  Kristó, Gyula; Makk, Ferenc (1996). Az Árpád-ház uralkodói [Rulers of the House of Árpád] (in Hungarian). I.P.C. Könyvek, p. 23. - One may ask why the Hungarians abruptly ended their century old-tradition of raiding western Europe after that battle if it was insignificant.
32. ↑  Bóna István (tháng 3 năm 2000). "A kalandozó magyarság veresége. A Lech-mezei csata valós szerepe" (bằng tiếng Hungary). Bản gốc lưu trữ ngày 21 tháng 7 năm 2011. Truy cập ngày 9 tháng 8 năm 2011.
33. ↑  Miklós Molnár, A concise history of Hungary, Cambridge University Press, 2001, p. 17
34. ↑  Archer, Christon I.; Ferris, John R.; Herwig, Holger H.; Timothy H. E. Travers (ngày 1 tháng 9 năm 2008). World History of Warfare. Univ of Nebraska Pr. tr. 137. ISBN 978-0-8032-1941-0. Truy cập ngày 9 tháng 8 năm 2011.[liên kết hỏng]
35. ↑  Davis, Paul K. (ngày 15 tháng 4 năm 2001). 100 Decisive Battles: from Ancient Times to the Present. Oxford University Press US. tr. 110. ISBN 978-0-19-514366-9. Truy cập ngày 9 tháng 8 năm 2011.

### Tác phẩm được trích dẫn
- Beeler, John (tháng 12 năm 1973). Warfare in Feudal Europe, 730–1200. Cornell University Press. ISBN 978-0-8014-9120-7.
- Bowlus, Charles R. (2016) [2006]. The Battle of Lechfeld and its Aftermath, August 955: the End of the Age of Migrations in the Latin West. Oxon: Routledge. ISBN 978-0-7546-5470-4.
- Delbrück, Hans (1982) [1923]. History of the Art of War, Volume Three: Medieval Warfare. Lincoln and London: University of Nebraska Press. ISBN 0-8032-6585-9.
- Platschka, Alfred. "Die Schlacht auf dem Lechfeld" (bằng tiếng Đức). Lưu trữ bản gốc ngày 19 tháng 7 năm 2011. Truy cập ngày 9 tháng 8 năm 2011.
- Widukind of Corvey. The Deeds of the Saxons
- Weir, William (2009). 50 Battles That Changed the World: The Conflicts That Most Influenced the Course of History. Savage, MD: Barnes and Noble Books. ISBN 0-7607-6609-6.